# Latte fritto
Il latte fritto (cinese semplificato: 炸鲜奶; cinese tradizionale: 炸鮮奶; pinyin: zhà xiān năi), noto anche come latte fresco fritto di Daliang e cagliata di latte croccante, è un dolce della cucina cantonese, che ha avuto origine a Daliang, distretto di Shunde, nel Guangdong, in Cina. Si tratta di un piatto tipico dalla frittura morbida, all'esterno dorato e croccante, all'interno morbido e bianco, che sa di latte. Il latte è addensato con farina, amido di mais e zucchero.
I piatti a base di latte di Shunde sono molto rinomati. In una delle sue aree, Daliang, la terra fertile favorisce l'allevamento di bufali che producono latte di alta qualità. Il sapore del latte fritto fatto con latte di bufala locale, invece del latte normale, è notevolmente diverso. Il latte di bufala contiene quasi il doppio dei grassi rispetto ad altri latti, come il latte di capra e quello di mucca, ed è relativamente ricco di proteine, il che lo rende più nutriente. Questo è un dolce tipico della cucina cantonese.
È simile al dessert spagnolo leche frita. Gli ingredienti per quest'ultimo sono simili a quelli per il latte fritto e possono essere aromatizzati con zucchero alla cannella o scorza di limone.

## Preparazione
Mescolare bene gli ingredienti del latte fritto e cuocere a fuoco basso, mescolando continuamente finché il composto non si addensa e diventa appiccicoso. Versare il composto in un contenitore e raffreddare o conservare in frigorifero finché non si solidifica. Una volta sodo, tagliarlo a pezzi rettangolari e ricoprire ciascun pezzo con una pastella tipicamente a base di amido di mais, acqua e uova. Successivamente friggere i pezzi pastellati in abbondante olio ben caldo fino a doratura.

## Origine
Il latte fritto è stato sviluppato tra la metà e la fine degli anni '70 da uno chef di nome Dingwen He, prendendo spunto dalla pratica della torta di castagne all'acqua fritta. Dingwen He era bravo a sviluppare piatti a base di latte e insisteva per utilizzare il latte di bufala di Shunde per le sue ricerche gastronomiche.
Nel 2020, l'arte di produrre il latte fritto è stata iscritta nell'ottavo elenco del patrimonio culturale immateriale del distretto di Shunde.

## Interpretazioni contemporanee
Il latte fritto divenne popolare tanto che nello Shunde apparvero altri prodotti migliorati a base di latte di bufala o prelibatezze simili. L'involtino di latte croccante allo zenzero, anch'esso sviluppato da Dingwen He, è un piatto speciale a base di latte dal sapore unico e ha vinto il titolo di "Premio d'oro del piatto speciale Lingnan".
Molte innovazioni sono state sviluppate nel modo di mangiare il latte fritto, come il latte fritto intinto nelle mandorle affettate e fritto nei ristoranti cantonesi, che aggiunge un sapore di mandorla. Un'innovazione è quella di coprire la base della pastella originale con uno strato di mandorle a fette, e una variante più comune è usare il pangrattato invece della pastella per coprire l'esterno del latte sotto forma di cubetti, ottenendo una consistenza più croccante.